# ستبروئک
شهر ستبروئک (به فرانسوی: Stabroek) در شهرستان آنتوئر در استان آنتوئر در منطقه فلاندری در کشور بلژیک واقع شده‌است.